# Gobierno de Juan Velasco Alvarado
El gobierno de Juan Velasco Alvarado, conocido también como velascato o primera fase del Gobierno de la Fuerza Armada del Perú, fue una dictadura militar que se inició el 3 de octubre de 1968 con un golpe de Estado institucional y terminó el 29 de agosto de 1975 con el Tacnazo, golpe militar realizado por Francisco Morales Bermúdez. En este período, Juan Velasco Alvarado ocupó de facto la presidencia de la República como Presidente de la Junta Revolucionaria de Gobierno.

## Entrada al poder

### Antecedentes Del Golpe
El acuerdo con la International Petroleum Company (IPC) era el último tramo del camino para que el gobierno de Belaunde concilie los intereses de las élites limeñas con las clases populares. Sin embargo, una vez resuelto, las condiciones del arreglo de la IPC se conocieron a través de El Comercio, lo que desató una ola generalizada de protestas desde los sectores radicalizados y las universidades. Este contrato estipulaba que la IPC entregaba los pozos casi agotados al Estado, a cambio se anulaban todos los reclamos hacia la compañía y se le otorgaba la refinería con la condición de que la modernizara, a cambio la Empresa Petrolera Fiscal le vendería toda su producción a la IPC. Un contrato a todas luces desigual y perjudicial para el Estado Peruano. Además, el presidente de la Empresa Petrolera Fiscal denunció que se había perdido la página 11 del contrato conocido como el Acta de Talara que contenía el precio que la IPC se obligaba a pagar a la Empresa Petrolera Fiscal por los crudos que estaba obligada a venderle. La reacción frente al contubernio del gobierno y la IPC degeneró en el rompimiento de las alianzas con las agrupaciones que darían estabilidad al gobierno y quedó aislado. En un primer momento las Fuerzas Armadas en representación del ministro de Guerra expresaron que no intervendrían. Sin embargo, el jefe del Comando Conjunto, general Juan Velasco Alvarado se apresuró a afirmar “las declaraciones del ministro Gagliardi no tienen validez. Ni las Fuerzas Armadas, ni el Comando Conjunto dependen de un ministro”. Esta declaración mostraba el carácter autónomo con el que se conducía una facción de las fuerzas militares. Así, el golpe ya se estaba organizando desde febrero y para la fecha que instauró el nuevo gabinete era demasiado tarde. El golpe se dio el 3 de octubre aprovechando la debilidad del gobierno

## Golpe de Estado de 1968

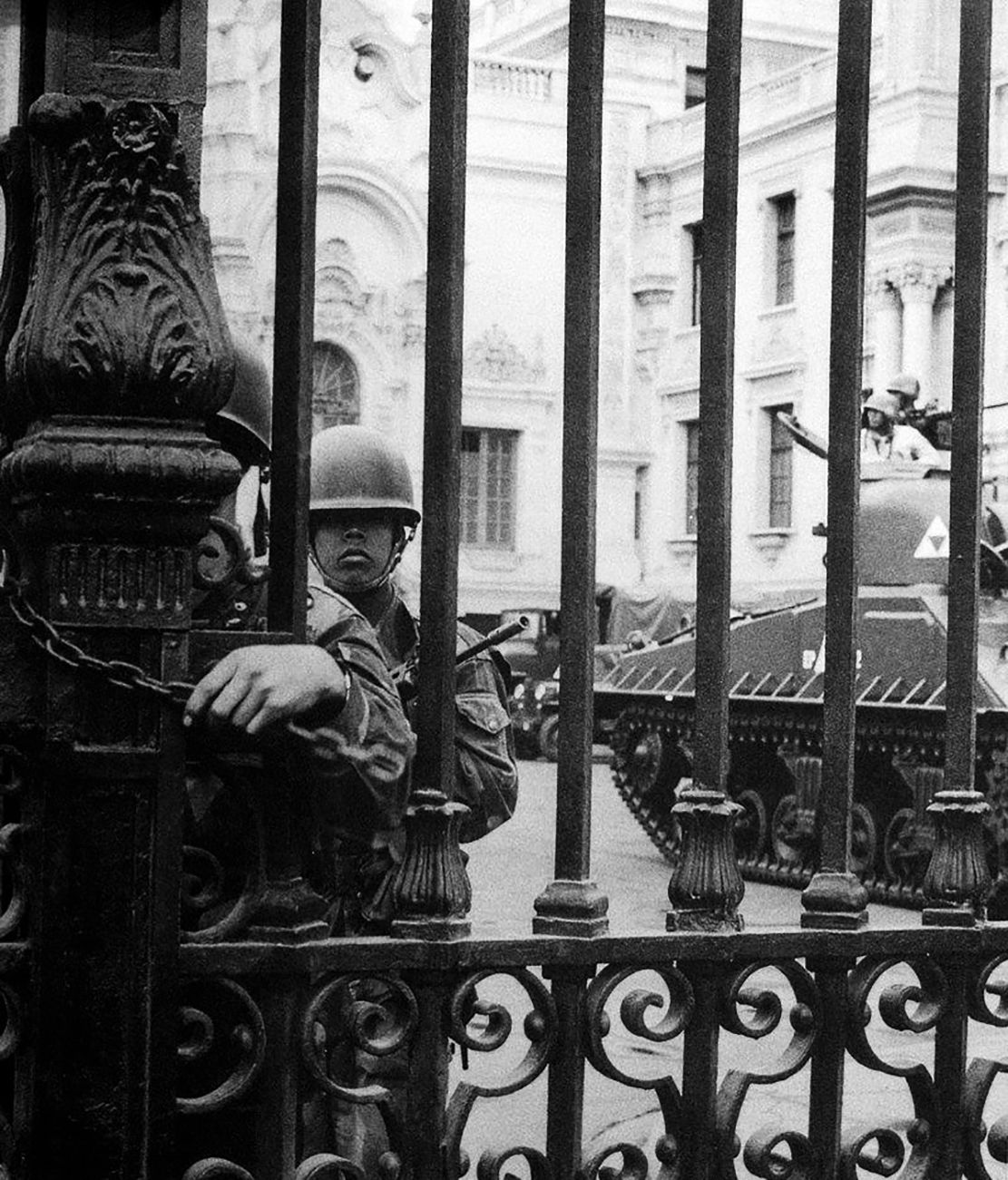
Soldados resguardando la entrada al Palacio de Gobierno.

En la madrugada del 3 de octubre de 1968, las Fuerzas Armadas, al mando del general de división E.P. Juan Velasco Alvarado, se levantan en armas, tomaron el Palacio de Gobierno y derrocaron al Presidente Constitucional Fernando Belaúnde Terry; además otros tanques tomaron el local del Congreso, la prefectura, los locales de los partidos políticos Acción Popular y APRA, las oficinas de la cadena Radio Nacional, el Ministerio del Interior y las sedes de las estaciones de televisión abierta de Lima. 
En la tarde del mismo día se dio el Estatuto del Gobierno Revolucionario de las Fuerzas Armadas que fue el marco legal que sustituyó la Constitución Política del Perú de 1933, firmado por el General de División Ernesto Montagne Sánchez, como comandante general del Ejército, el vicealmirante Raúl Ríos Pardo de Zela en su condición de comandante general de la Marina y el teniente general Alberto López Gausillas como comandante general de la Fuerza Aérea.
A las 6 de la tarde, Velasco se presentó como presidente del Gobierno Revolucionario de las Fuerzas Armadas y realizó la ceremonia de juramentación de los ministros de estado; el gabinete fue presidido por Ernesto Montagne Sánchez y militares como Edgardo Mercado Jarrín en Relaciones Exteriores, Francisco Morales Bermúdez en Economía, Jorge Fernández-Maldonado en Energía y Minas y Armando Artola Azcárate en Interior.
A los seis días de instalado el nuevo gobierno, se anuló el Acta de Talara y se nacionalizó lo que detentaba la International Petroleum Company; el 9 de octubre fue declarado el día de la Dignidad Nacional.

## Aspecto político

### Modelo del gobierno
En 1968, se estableció el gobierno institucional de las Fuerzas Armadas, presidido por el militar Juan Velasco Alvarado en representación de las instituciones militares. Este gobierno fue de corte autoritario y verticalista; se condujo bajo la figura de la revolución, el corporativismo y la democracia social, junto con el nacionalismo y la antioligarquía. Según Cotler: «El corporativismo funciona como un esquema de organización política donde se segmenta a las clases sociales para integrarlas en organizaciones policlasistas de carácter "funcional", impuestas y controladas autoritariamente por el Estado, que les inculca una ideología de conciliación de clases».
De esta manera, se pretendió dejar de lado antiguos modelos de gobierno con partidos tradicionales (considerados obstruccionistas) y organizaciones oligárquicas, ya que se encontraban muy desprestigiadas, por lo que los militares señalaban que los civiles propiciaban la ingobernabilidad. Los militares buscaron la revolución mediante la dictadura para cambiar estructuras que impedían reformas en favor de las clases bajas, además de dar fin al orden oligárquico.
Es por ello que se quiso hacer un cambio de la percepción social y las clases ya que, como señala Peter Klarén, «en retrospectiva, el GRFA (Gobierno revolucionario de las FF.AA) percibía que la desunión y el subdesarrollo constituían los principales problemas del país, siendo sus causas la “dependencia externa” del capital extranjero y la “dominación interna” por parte de una oligarquía poderosa». Por ello, para la dictadura, el subdesarrollo no se debía a falta de capacidad, sino a falta de oportunidades hacia una población históricamente relegada por la oligarquía.
Bajo esta premisa, la dictadura militar reivindicó a la patria a partir de la población históricamente marginada. Para ello, se realzaron los valores nacionales mediante un discurso nacionalista, con elementos como el quechua, el indigenismo, el campo y Túpac Amaru II. 
En este periodo, el Gobierno central tuvo un total manejo de decisiones a escala global, al punto de gobernar sin un parlamento y únicamente bajo designio. De esta manera, se buscó fomentar la participación de la ciudadanía abandonada mediante propuestas como la Reforma Agraria de 1969, mediante la cual se expropiaron tierras y latifundios, lo que tuvo una severa connotación política. Este fue un golpe importante contra el sistema oligárquico. Otras reformas fueron la industrial, educativa y de prensa.
Cabe resaltar que la dictadura militar ejerció la autodenominada «revolución desde arriba» y tuvo una posición crítica frente al comunismo y el capitalismo, por lo que quisieron evitar grupos terroristas marxistas y promovieron la Doctrina de Seguridad Nacional. A pesar de ello, se practicó un capitalismo de Estado para la ejecución de las reformas, siendo el Estado el eje en los distintos rubros.
En cuanto al carácter antioligárquico, se señaló que los gamonales eran una limitación para el país, por lo que se incorporó a los campesinos para un trato más equitativo para dar fin al antiguo orden. Adicionalmente, se tuvo una mayor autonomía en cuanto al aspecto internacional. Esto tuvo como resultado la expansión del órgano estatal, que se evidencia mediante la intervención estatal en la vida económica y social, la creación de nuevos ministerios, entidades públicas, empresas estatales y el ejercicio de la institucionalidad sin autonomía. Todos estos logros se realizaron para cumplir una serie de objetivos: eliminar causas estructurales de conflictos sociales, redefinir el esquema de redistribución de riquezas, modernizar la economía y conectar al país.

### Partidos políticos
En cuanto a los partidos políticos, no se dio una presencia de estos en las decisiones gubernamentales durante la dictadura militar, puesto que tampoco existió el parlamento durante este periodo. Todas las políticas se dieron por designio. Este hecho se debió a que, como señala Fajardo, consideraban que «los partidos políticos eran de carácter oligárquico y expropiador de la decisión colectiva, además que padecen de centralización interna del poder, y no posibilitan la constante participación popular en el manejo de los asuntos públicos».
Es decir, que para la dictadura, el empleo de partidos políticos como mediador entre el pueblo y el Estado era negativo, ya que limitaba la real participación del pueblo ni los intereses populares, sino que privilegiaba los de las élites. Ante esta coyuntura, el Estado propuso la formación del SINAMOS y la reforma educativa como modelo para promover la interacción de la sociedad. De esta manera, se eliminarían estructuras y se dotaría de capacidad de acción a los menos favorecidos.
Cabe resaltar que, a pesar de la marginación hacia los partidos políticos tradicionales, a partir de la década de 1960, se formaron grupos estudiantiles de clases acomodadas. Ellos, motivados por las protestas estudiantiles de mayo de 1968 en París y las desigualdades evidenciadas en provincias, se hicieron sentir en el país, como señalan Contreras y Cueto. Sin embargo, luego de las reformas propuestas mostraron descontento.
Si bien no se dio una persecución de partidos, sino solo deportaciones particulares, estos se encontraban sumamente desprestigiados, lo que facilitó la intervención de la dictadura militar y su concentración del poder. Prueba de ello fue que se mantuvo la estructura de mandos, pero en el aparato estatal y terminaron por coparlo. Además, se incluyeron militares en todos los directorios de las empresas.
En cuanto al Partido Comunista Peruano, este fue el único que mostró un expreso apoyo al régimen, sobre todo con respecto al movimiento obrero. A pesar de ello, la dictadura siempre le mostró rechazo y buscó deslindarse y negar el apoyo, ya que quería desligarse de la figura comunista, muy criticada por las clases altas, además de ser rechazado durante la formación militar. Además, a partir de 1960, se crean una serie de partidos de corte marxista que ejercen una fuerte oposición frente al gobierno.
Estos hechos, además, muestran las nulas intenciones del régimen para forjar un cogobierno, a no ser que sea en un rol de subordinación. Es por ello que, si bien al inicio se da un limitado espacio a los movimientos políticos, este se cierra luego, como menciona Pease, lo que demuestra una desarticulación de la vida política y partidaria.
Cabe resaltar que del mismo modo, los partidos de ideología comunista buscan establecer relación con los sindicatos y campesinos, con quienes (aprovechando la coyuntura) hacen movilizaciones, sobre todo desde las bases estudiantiles de los partidos. A esto se le suma el APRA y la Democracia Cristiana, con quienes disputan la asociación a los sindicatos para restarle poder al gobierno. Un ejemplo de ello es la presencia del APRA en las movilizaciones del norte del país. En respuesta a ello, el gobierno optó por crear organizaciones nuevas que se enfrentarían a las dirigidas por los otros partidos.

### Participación política
Para el gobierno de Velasco, una preocupación primordial fue incentivar la participación política de los sectores más pobres, ya que antes del régimen habían sido excluidos del proceso político y así lograr una «revolución social de participación plena».
Buscó otorgar poder y participación a las masas descontentas y olvidadas, ya que consideraban que habían sido dejadas de lado por los partidos y élites, debido al pensamiento que considera que los civiles no gobiernan adecuadamente y promueven regímenes verticalistas. Ante ello, los militares deciden no formar un partido político, sino que sea la población la que se beneficie de las reformas.
Podemos examinar la interacción entre la población de los diversos sectores de Lima y el gobierno de Velasco, en tanto la población es afectada por un gobierno de tipo autoritario y popular, pero, éstos también pueden ejercer influencia sobre el régimen, haciendo sentir la presión de sus demandas o en la participación en la formulación de políticas. Así, dado que los militares concentraban todo el poder y los instrumentos de representación electoral no tenían efecto la relación entre la población y la burocracia cobra gran importancia. La participación política en ese sentido se dio con la incorporación de los sectores populares en el sistema político y en la búsqueda de estos sectores por influir en el gobierno para una mejor distribución de los bienes públicos. Asimismo, la participación política también podían ser acciones orientadas a la solución de problemas dentro de su comunidad. En Lima esta participación se dio desde una perspectiva del barrio o de la comunidad a la que pertenecías, en tanto definía en gran parte el apoyo o la oposición al régimen, además, de las opciones que se tenían de acceder a un tipo de recurso del Estado. Así, el gobierno de Velasco trato de ayudar a los sectores de bajo ingreso diferenciándolos de otros. Además, la migración a las ciudades dio lugar a tugurios, invasiones y asentamientos que tenían demandas insatisfechas debido a la situación de subdesarrollo, como realidad de fondo, en el que se encontraba el país al momento del golpe. Estas necesidades desde los esfuerzos comunitarios exigían recursos básicos, infraestructura, servicios, regulación de tenencia de tierras, etc.
Las formas innovadoras de participación política creadas durante el gobierno de Velasco consistían en estructuras de organización políticas que tenían un control fuerte del Estado y establecían una relación de arriba hacia abajo. Aquí surge el carácter corporativista del gobierno, al momento de representar los intereses de las masas, se tenía bajo control y se trataba de reducir los niveles de movilización y demanda. Podía ser de dos maneras: un control por medio de estructuras verticales e incorporar a los ciudadanos, y, a través de un aparato burocrático para atender las demandas. El populismo también formó parte del gobierno, dado que, se eliminaron los medios de representación partidaria o electoral, los mismos militares debían buscar el respaldo y acercarse a las masas, a través de la retórica, las visitas a asentamientos y otros actos personales. 
El modelo de la democracia social de participación plena que propuso Carlos Delgado, funcionario de SINAMOS, y su equipo junto con muchos más dirigentes que aportaron al desarrollo de este concepto tiende a buscar complementar la autogestión de las organizaciones con la colectivización de los medios de producción, a la vez que se rechaza sistemas individualistas o estatistas de la propiedad. Es decir, un socialismo auto-gobernante. Este modelo de democracia social no es un corporativismo simple, sino que es izquierdista y participativo donde el desarrollo se expresa en el autogobierno con igualdad económica, la participación es concebida como instrumento de desarrollo personal y social. Además, se reconoce la condición política de todas las organizaciones.

### Movilización Social: SINAMOS
En junio de 1971 el gobierno da el Decreto de Ley 18896 que crea el Sistema Nacional de Apoyo a la Movilización Social (SINAMOS). El SINAMOS fue un organismo transitorio que tenía como misión estimular el surgimiento de organizaciones populares a las que progresivamente debería transferirse poder de decisión en todas las esferas de la vida de país. Se quería lograr una participación consciente y activa de la población nacional en las tareas que demande el desarrollo económico y social. El SINAMOS era una identidad que canalizaba las demandas de los sectores mayoritarios “de abajo hacia arriba”, por lo que tuvo una relación de competencia y conflicto con los partidos.
Fue un organismo descentralizado que poseía oficinas a nivel nacional, regional y local. Dada la enorme dimensión de la organización, la diversidad de sus tareas y la heterogeneidad del personal, fue muy difícil construir un organismo ágil y mejor dispuesto para cumplir con su objetivo.
Hubo además disparidad entre el SINAMOS y los sectores de la administración que se resistían al cambio, así como entre quienes promovían una auténtica participación de la población y jefes militares que buscaban encuadrar a las organizaciones populares para subordinarlas y volverlas herramientas del gobierno. Aunque el gobierno iniciara la implementación de una política participativa, la mayoría de los sectores aliados al régimen no estaban de acuerdo con el proyecto. Solo una minoría con poder lo apoyaba, por lo que la presencia de Velasco tuvo un carácter decisivo. Asimismo, el SINAMOS, al cumplir un rol catalizador, buscó apoyo en las bases populares de partidos, pero fue atacado por el Partido Comunista, el Partido Demócrata Cristiano y el resto de partidos de derecha e izquierda, ya que fue visto como una forma de reemplazo sindical. Cuando Velasco sale del poder el SINAMOS es desactivado, siendo la institución eliminada en 1978.
El legado más importante del SINAMOS fue probablemente su crítica a los planteamientos convencionales sobre la participación. Demostró que es posible desde el gobierno desarrollar una acción de promoción de la participación en gran escala, respetando a las organizaciones de base. Esta institución jugó un papel fundamental para que las organizaciones populares nacidas entre el 68 y el 75 no fueran ni parte del aparato estatal, ni objeto del encuadramiento del gobierno.

### Actores políticos y el papel de los militares
En el gobierno de Velasco tuvieron influencia diferentes actores, tanto externos como internos. Dentro de las Fuerzas Armadas (F.F.A.A) la Marina de Guerra estaba en desacuerdo respecto al manejo del gobierno por parte del general Velasco. Asimismo, la oligarquía y la burguesía aprovechan las contradicciones institucionales para manifestarse en contra del gobierno. De igual manera, esta también actuó en contra del gobierno del general, puesto que se muestran reacios a aceptar las reformas, que les afectaban como fue el caso de la reforma agraria y exigen que el gobierno vuelva a adquirir un carácter institucional.
Las acciones de la oligarquía oponerse al gobierno fueron los ataques al mismo mediante diferentes organismos y actores que, no necesariamente, fueron medios políticos, es decir, no usaron partidos políticos y establecieron gremios para poder mostrar su insatisfacción con respecto al gobierno, sino que emplearon otros métodos pocos convencionales, tanto de dentro del Estado como de fuera. Por ejemplo el uso la prensa para difamar al gobierno y las alianzas con los cuerpos militares que estaban en contra de la gestión de los gobiernos. Sin embargo, el alcance políticos de la oligarquía dentro del gobierno de Velasco fue bajo, lo que afectaba negativamente las propuestas por parte de la burguesía, puesto que no eran tan efectivos, como lo pudieron ser en gobiernos donde tuvieron mayor presencia.
Por otra parte, la burguesía empresarial colaboró con el gobierno de Velasco que dirigía una gestión de empresa nacionalista. Pero no apoyaban completamente al gobierno, puesto que no se mostraban como fieles colaboradores al mismo. La burguesía empresarial aún mantenía sus ideales liberales y esperaban a que el gobierno caiga o se vea en dificultades para dar a conocer sus verdaderos ideales y pensamientos. Mientras se desarrollaba el gobierno de Velasco, la burguesía fue perdiendo presencia y alcance, puesto que perdía métodos para expresarse, como lo fue la pérdida de sus diarios en 1974. Asimismo, la burguesía cumplía un rol de doble juego dentro del régimen, puesto que sus ideales le hacían simpatizar con la oligarquía, pero debían mostrar una aceptación hacia el régimen para poder mantener sus empresas. Según Pease, las burguesía busca mantener discretamente los vínculo con la oligarquía, manteniendo su pensamiento tradicional, mientras se enfoca en reunir la suficiente fuerza para ser capaz de adquirir influencia y poder en el gobierno. Asimismo, vemos a una clase burguesa capaz de medir las fuerzas políticas entre los diferentes actores, mostrándose como un apoyo para el régimen cuando este era fuerte y presionando cuando este empezó a entrar en crisis.
La burguesía fue un actor influyente en el capital extranjero. Los empresarios buscaron influir en el capital extranjero e incentivarlo a pesar de lo poco atractivo que era el régimen para el mismo. De esta manera, se buscó recompensar a las empresas que fueran capaces de invertir en el Perú. La burguesía, a pesar de tener problemas con su influencia, puesto que el propio gobierno mediante la censura buscaba silenciar y aminorar a los actores que veía como peligros, fue capaz de influir en el capital extranjero para incentivarlo en el país.
La oposición partidaria también se manifestó en el gobierno de Velasco. Los partidos políticos APRA e Izquierda Unida apoyaron de manera diferente el rumbo que estaba tomando las reformas y se oponen al gobierno desde una posición de izquierda. Sin embargo, el APRA no estuvo en contra del gobierno velasquista. Según Manrique, Haya de la Torre apoyó al régimen de Velasco, a la vez que buscaba separarse de la oligarquía, con quienes se había aliado en el pasado. Aunque Haya no formó una alianza con Velasco, si se mostraba de acuerdo con sus reformas, puesto que Haya buscaba una revolución y los cambios que se estaban dando dentro del país, como la reforma agraria eran signos de ello, en suma, la expropiación de tierras al imperialista abusivo para dárselos a las personas que no tenían tierras, era parte de la igualdad que Haya tenía planeada. De igual manera, Haya felicitó el plan de Velasco por tener acciones para buscar el cambio y el desarrollo del mismo como su plan de irrigación para ayudar a su reforma.
La izquierda apoyaba el gobierno de Velasco puesto que buscaban enfrentar a la estructura de dominación que había en los anteriores regímenes, cada vez que el dictador elaboraba reformas que causaban daño a la oligarquía, las alineaciones de izquierda le apoyaban. De igual manera, al ser un pensamiento de cambios, las acciones de Velasco, como la violencia política, tuvieron una aceptación y justificación por parte de estos, puesto que lo veían como una acción necesaria para llevar a cabo la revolución. 
Los movimientos populares durante el gobierno de Velasco, tuvieron un impacto mínimo al inicio del régimen, en parte se debía a la censura, al control y afectado por el pensamiento velasquista de hacer una revolución desde arriba. Estos movimientos mantuvieron un rol pasivo, donde solo hacen presencia, pero no fueron capaces de ejercer ningún reclamo o manifestarse en contra de alguna reforma o problema. Además, dentro de las propias organizaciones populares, la difícil organización y las leyes encargadas de mantener el control, evitan que estos movimientos adquieran fuerza. Sin embargo, cuando el gobierno se vio afectado por la crisis institucional, los movimientos tomaron la iniciativa y ejercieron presión sobre las instituciones del Estado, como las huelgas y protestas que surgieron por la insuficiencia de las reformas.

### La prensa
Desde los inicios del régimen, las relaciones entre el gobierno de las fuerzas armadas y los medios de comunicación no fue favorable, desde la implementación de la ley 18075 en 1969.
En el gobierno de Velasco, los medios fueron censurados con la intención de oprimir a la oposición, adquirir ingresos y mantener el control político de la población. Las pocas compañías en los medios de comunicación que no fueron censurada o expropiadas, también fueron cediendo poco a poco al régimen militar, debido al miedo de ser censuradas o por la presión del mismo régimen. Por ejemplo, la revista Caretas, que fue censurada y reabierta repetidas veces, o el diario Expreso. Asimismo, deportaron a algunos dueños o miembros importantes de estos medios.
Las censuras tuvieron diferentes finalidades: la primera fue la adquisición de ingresos mediante las emisoras y diarios censurados, lo cual era parte de su proceso de nacionalización y aparte servían para ayudar al gobierno con sus gastos y el mantenimiento de sus reformas, el gobierno velasquista logró adquirir hasta un 25% del capital de estas empresas. El segundo fue el control social que quería mantener, las acciones de censurar diarios que pertenecían a familias de estatus alto, como lo era la familia Miró Quesada, propietarios del diario “El Comercio” fueron percibidas como golpes hacia la burguesía que fueron apoyadas por la población, además de otorgarle el control sobre los medios para influir en la población.
Asimismo, el gobierno de Velasco creó instituciones como la Oficina Nacional de Informaciones, que se encargaba de censurar todo aquellos que no era favorable al régimen, con estas acciones, el dictador también buscaba disminuir la presencia de sus oposiciones, para no puedan influir en la población. Mantuvo una brecha entre las clases sociales bajas y las clases altas, de tal manera, que entre ambas no hubo mucha comunicación, lo que dejaba a la burguesía con pocas herramientas para protestar en contra del gobierno.
De igual manera, la censura también sirvió a manera de justificación y de protección del gobierno. Justificación porque usaron los diarios censurados para mostrar las políticas que iban a implementar los diferentes sectores. Su objetivo era hacer ver a la población que estas políticas no representan una época perjudicial para la población, sino que eran presentadas como acciones necesarias para traer prosperidad al país. Protección en la medida de que se censuraban diarios que criticaban e investigaban a los miembros del gobierno de Velasco, para mantener el control y no levantar cuestionamientos sobre las personas que dirigían el gobierno. La participación popular que Velasco buscaba la participación ciudadana (que en realidad era que los ciudadanos muestran apoyo al régimen), lo que fue un factor para su control en la población. 
Por otra parte, Velasco buscaba que los medios regionales promueven el sentido de identidad nacional. Para ello, prohibió todo aquello que difunda lo extranjero. Por ejemplo, la censura a la frase “toma coca-cola” en las publicidades. A partir de esta prohibición, Velasco esperaba que los medio difundan música peruana en lugar de alinearse con las costumbres extranjeras y sobre todo norteamericanas. 
Los impactos de la censura en la población fueron negativos, puesto que la mayoría de los canales forzaban a la gente a ver solo contenido relacionado con el Estado. De igual manera, los pocos medios que quedaban mostraban contenido de apoyo hacia las políticas del gobierno, solo para evitar ser censurados. En los medios, se llegaba a transmitir aproximadamente un 60% del contenido relacionado con el gobierno,

### Alcance político de las reformas e instituciones
Políticamente, las reformas tuvieron un impacto fuera de lo económico y social, primero, la reforma agraria, el hecho más importante del periodo de Velasco, y que se había postergado por mucho tiempo, significó un enfrentamiento directo con la oligarquía, la cual estaba íntimamente ligada al sector agroexportador. Según Pease, dañar relaciones con la oligarquía significaba problemas con la Sociedad Nacional Agraria (SNA), que era muy poderosa, así como con otros sectores de la clase dominante. La élite oligárquica buscó controlar el régimen indirectamente, mediante miembros del gobierno. Así, el Ministro de Agricultura, José Benavides, se dedicó a plantear la reforma de forma en que no se vieran los aspectos que pudieran ser conflictivos, como la expropiación de tierras, lo cual dio a entender por un momento que la supuesta revolución se habría estancado como sucedió anteriormente. Sin embargo, como dice Contreras y Cueto, este intento por continuar la hegemonía no dio resultado ya que la reforma agraria, que le quitó a este sector su base material, se llevó a cabo poco después, expropiando hasta 1979 casi 10 millones de hectáreas de tierra cultivable. Aunque los resultados de la reforma agraria no cumplieron completamente varios de sus objetivos, si logró debilitar la estructura tradicional de la clase alta y sus bases agrarias de poder.
En cuanto a las reformas relacionadas con los recursos naturales, que involucran la nacionalización de industrias de productos naturales como la minería y la pesca, es importante mencionar el hecho de que se les brindaron derechos laborales a los trabajadores, a quienes hasta ese momento, y bajo el mando de los antiguos dueños extranjeros, no se les había brindado.
La reforma educativa, por otro lado desencadenó una serie de conflictos con los profesores de las escuelas públicas, debido principalmente a la detención de una ley aplicada durante el gobierno anterior, que aumentaba su salario progresivamente. Ante esta acción, el SUTEP, que estaba en ese entonces manejado por Patria Roja, tuvo violentos choques con el nuevo gobierno.
La reforma de la Administración Pública inició una serie de importantes cambios que fortalecieron la capacidad de intervención de los ministerios y los sectores que les pertenecían institucionalmente, Contreras y Cueto mencionan que se inició una expansión en la actividad pública con el crecimiento de los ministerios del gobierno, tales como los de Pesquería, Energía y Minas, Industria, Turismo, Construcción y Vivienda y Alimentación e Integración que antes pertenecían al desaparecido Ministerio de Fomento. Asimismo, el Instituto Nacional de Planificación fue convertido también en ministerio.
Se creó también el Comité de Asesoramiento de la presidencia de la república (COAP), el cual tenía la función de asesorar y elaborar decisiones, y estaba conformado por coroneles y capitanes. Ese comité, que equivalía a una comisión parlamentaria, era el equipo más cercano al presidente, donde los integrantes eran candidatos a ministros. 
Ante esta creciente institucionalidad, se hizo notoria la falta de autonomía de cada uno de los ministerios, ya que estaban controlados por miembros de la Fuerza Armada. Pease menciona que aquellos oficiales que ocupaban los cargos en estos distintos ministerios, superponían sus distintos estilos de conducción, ya sea en normas, procedimientos o formas de ejercicio de poder, lo cual hacía obvia la subordinación administrativa al gobierno militar. En consecuencia, la burocracia además de conservar su ineficiencia, se volvió insegura y muy rígida.
En conjunto, sus reformas no solo afectaron el poder de la oligarquía, sino también impactaron a las clases populares, brindándoles cierta conciencia política que provocó la movilización popular. Sin embargo, debido a la herencia que dejaron los gobiernos oligárquicos de su “desarticulación política”, se vieron limitados.

### Periodización del gobierno de Velasco

#### 1968-1970
Durante el inicio del gobierno de Velasco el objetivo era la distancia con la atracción hegemónica que sería el signo distintivo del gobierno respecto a los anteriores. Aquí es posible identificar dos tendencias: la primera es la criollización que hace referencia a tomar las posiciones oligárquicas y defenderlas. Es una postura o un acriollarse cuando los caudillos que tomaban el poder solían romper el estatus que, para luego acomodarse a los grupos de poder y resultar defendiendo intereses particulares. La segunda postura es la radicalización que hace referencia a los militares que radicalizaban sus posturas, alejándose del consenso. Lo que más resalta es la posición nacionalista y anti oligárquica. La tendencia que logró mantenerse fue la tenencia radical con Velasco en la Presidencia, la resistencia frente al poder de la IPC y el emprendimiento de la reforma agraria. 

#### 1970-1974
El gobierno empieza a desarrollar diversas reformas sentando su legitimidad. Surge la tendencia de la burguesía liberal (industrial y agroexportadora) que pretendía el final de los grupos oligárquicos y podía optar por trabajar con el gobierno que estaba más cerca de practicar un capitalismo de Estado. El conjunto de reformas conocido como Plan Inca saldrá en 1974, mientras tanto el gobierno ejecuta ciertos cambios que son más el resultado de una lucha política interna. De 1970 a 1972 es el periodo de mayor actividad del gobierno y, también, de conflicto político. Primero la ejecución de la reforma agraria genera enfrentamientos con la burguesía, sobre todo por la cooperativización de la costa. Después, la reforma industrial enfrenta las protestas del sector burgués debido a la nueva Ley de Industrias que impone la Comunidad Laboral y la separación de la industria básica para el Estado, así como, la reforma educativa y los conflictos directos con la prensa.
Si bien el gobierno parecía enfrentar a la burguesía liberal, lo real es que luchaba con una fracción de ésta y se expresaba al interior del gobierno. Debido a esto hubo muchas burlas de la ley y su incumplimiento generaba ganancias a corta plazo para los industriales. En este periodo también surge la idea de combatir la oposición e inestabilidad con nuevas fuerzas como las organizaciones políticas bajo su control ligando órganos del Estado con ellas como SINAMOS. La segunda etapa de 1973 a 1974 abarca la construcción del proyecto creado por los militares con la consolidación del velasquismo con todo el peso de su liderazgo y la derrota del reformismo liberal. Sin embargo, también se inicia una crisis generada por los medios de prensa y la decisión del gobierno de no debatir con la oposición. Aquí surgen dos tendencias la del “no partido” y la tendencia de la “Misión” en medio de una compleja red de luchas internas que esperan una definición para actuar.

#### 1974-1975
El almirante Vargas Caballero pasa al retiro y con él toda la parte de la cúpula del gobierno que tenía una tendencia conservadora y representaba a la burguesía liberal. Su salida también significó la derrota de un proyecto político del reformismo liberal. Sin embargo, esta tendencia luego regresaría con el fin del gobierno militar. Un signo de que seguía latente fue la reacción de los oficiales de la Marina que con un fuerte espíritu de cuerpo se enfrentó al Gobierno por la destitución de su jefe. Lo que demuestra la oposición de la Marina hacia Velasco es también el inicio de una profunda crisis institucional que tuvo su centro en el manejo autoritario del presidente y en el manejo de la movilización popular.
El desgaste del gobierno era visto por los empresarios desde fuera del juego político ya que no tenían representantes, pero esperaban que dado que el espacio político se estrechaba se resolviera solo. La conducción del proceso de revolución donde solo una cúpula gobernaba y no permitían las infiltraciones impedía articular una apertura para la participación popular. La crisis económica empujó al gobierno a medidas pragmáticas como reducir el consumo popular e incentivar la inversión privada, además del aislamiento internacional con toda la represión aumentó.
El proceso revolucionario no podía cambiar en su forma sustantiva y solo produjo políticas para no cambiar o transformar la sociedad como era su objetivo inicial. La lucha política entre los miembros de la “Misión” con un marcado anticomunismo y que representaban a los empresarios que pedían mayor protección y, los militares progresistas sin Velasco a la cabeza finalizó con el golpe institucional del 29 de agosto de 1975 que es punto culminante de una lucha de tendencias llevada al límite de la ruptura.

## Aspecto económico

### Antecedentes
La economía peruana estaba constituida por:
- un sector agrícola primitivo, estancado y sobrepoblado.
- un sector manufacturero que a su vez se componía de dos subsectores desiguales ambos urbanos: uno pequeño, moderno y con un alto grado de inversión de capitales; y otro tradicional, de mayor tamaño, compuesto de trabajadores independientes y de un gran número de pequeños artesanos.
- un floreciente sector de servicios, que también se componía de elementos modernos y tradicionales muy divergentes como profesionales y propietarios o gerentes de industrias, junto a trabajadores de los mercados, personal de servicio sin habilidad especial y vendedores ambulantes.

### La economía
El objetivo económico del Gobierno era el “promover a superiores niveles de vida, compatibles con la dignidad de la persona humana, a los sectores menos favorecidos de la población, realizando la transformación de las estructuras económicas, sociales y culturales del país.” Si bien el gobierno de Velasco definió una nueva forma de Estado que poseía poder económico efectivo, este seguía siendo dependiente del sistema capitalista. Ya que las reglas de juego del capitalismo aún persistían en el sistema, los sectores industriales pudieron incrementar su poder económico y conservar su capacidad de influencia.
Para los militares el estancamiento económico se debía a la monopolización y la mala distribución de los recursos económicos que estaban a merced de los oligarcas y los inversionistas extranjeros. El objetivo que se proponían era lograr un crecimiento que estuviera determinado por exportaciones con valor agregado y mayor integración de la economía local. Las actividades de las empresas extranjeras debían ser limitadas y reguladas, luego, la economía nacional podría obtener ganancias de un modelo de sustitución de importaciones por productos intermedios, a través del desarrollo de la industria nacional mediante el incentivo a la importación de bienes de capital y la restricción de las importaciones de manufacturas. El proteccionismo tuvo como efecto una disminución de la competitividad de la producción nacional que fue destinada casi exclusivamente a abastecer un pequeño mercado interno y no a la exportación.
La intención de los militares era permanecer en el poder hasta que el proceso revolucionario fuese irreversible, para ello introdujeron una serie de reformas que afectaron casi todas las esferas de la sociedad. Para que la propuesta funcionara, el estado debía tener un rol activo para promover y guiar el desarrollo nacional a través de su intervención en la actividad económica, sociocultural y política. Las reformas que realizó el gobierno junto con la estatización de varios sectores de la producción hicieron que varios servicios públicos pasaran a manos del Estado. Sin embargo, las nacionalizaciones y la nueva legislación dieron paso a un panorama de incertidumbre económica que hizo difícil convencer a las firmas extranjeras para que inviertan el capital que se necesitaba.
El propósito de la reforma industrial fue lograr desarrollo industrial permanente, la autonomía económica nacional significó que los industriales peruanos fueran los principales beneficiarios del crecimiento industrial, así se dieron incentivos generosos a las industrias para alentar la reinversión e importación de bienes de capital e insumos. La Ley General de Industrias dio a los empresarios exenciones tributarias y protección en el mercado. Si antes de la nacionalización las empresas públicas obtenían beneficios y pagaban impuestos, después de la nacionalización dejaron de hacerlo, algunas ni siquiera integraron sus actividades al plan de desarrollo nacional. Para 1975, el sector público era grande y estaba en bancarrota.

### Reforma agraria

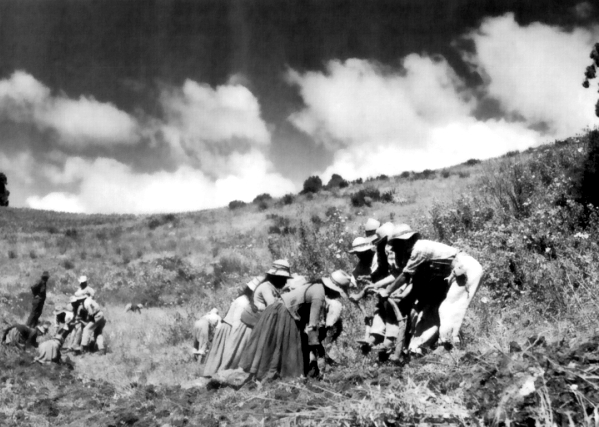
Faena agrícola en la sierra peruana, muchos de los campesinos de esta región, sufrían de discriminación y de explotación por parte de los hacendados y gamonales.

En su discurso con motivo de la promulgación de la Ley de Reforma Agraria el 24 de junio de 1969, el general Juan Velasco Alvarado precisó los objetivos de la misma, plasmados en los considerandos de la ley. En uno de los pasajes enfatizó que la reforma agraria debería «poner fin a un injusto ordenamiento social que ha mantenido a la pobreza y en la iniquidad a los que labran una tierra siempre ajena y siempre negada a millones de campesinos» y que debía cancelar los sistemas de latifundio, reemplazándolos «por un régimen justo de tenencia de la tierra que haga posible la difusión de la pequeña y mediana propiedad en todo el país». La reforma agraria se incluía en una propuesta estratégica más amplia: «la reorientación de los recursos de capital hacia la industria…cuyo futuro depende decisivamente de la creación de un cada vez mayor mercado interno de alto consumo diversificado», conscientes del «inevitable destino industrial de nuestra patria».
La reforma agraria es considerada como la culminación de una larga lucha de los campesinos por la tierra. El ideal que seguía era dar en propiedad a cada familia campesina un área de cultivo que le sirviese para mantenerse y además producir para el mercado nacional. La aplicación general de la reforma agraria consistía en estatizar las tierras más productivas; expropiar, repartir y formar cooperativas con las tierras de importancia secundaria. La necesidad de mantener los niveles de producción demandaba que tras la expropiación de las tierras se continuara con las economías de escala, la parcelación de las haciendas hubiera conducido a la ruina de una industria agrícola.
La reforma llevada a cabo por Velasco fue más radical, rápida y avanzada que los planes de reforma que habían sido previamente planteados por los partidos políticos. Fue esa radicalidad la que impactó en la capacidad de decisión campesina. En general, no se tomó en cuenta la heterogeneidad de la situación en el campo, la falta de una conciencia global campesina y la realidad cultural del campesinado donde las relaciones de poder se habían naturalizado.

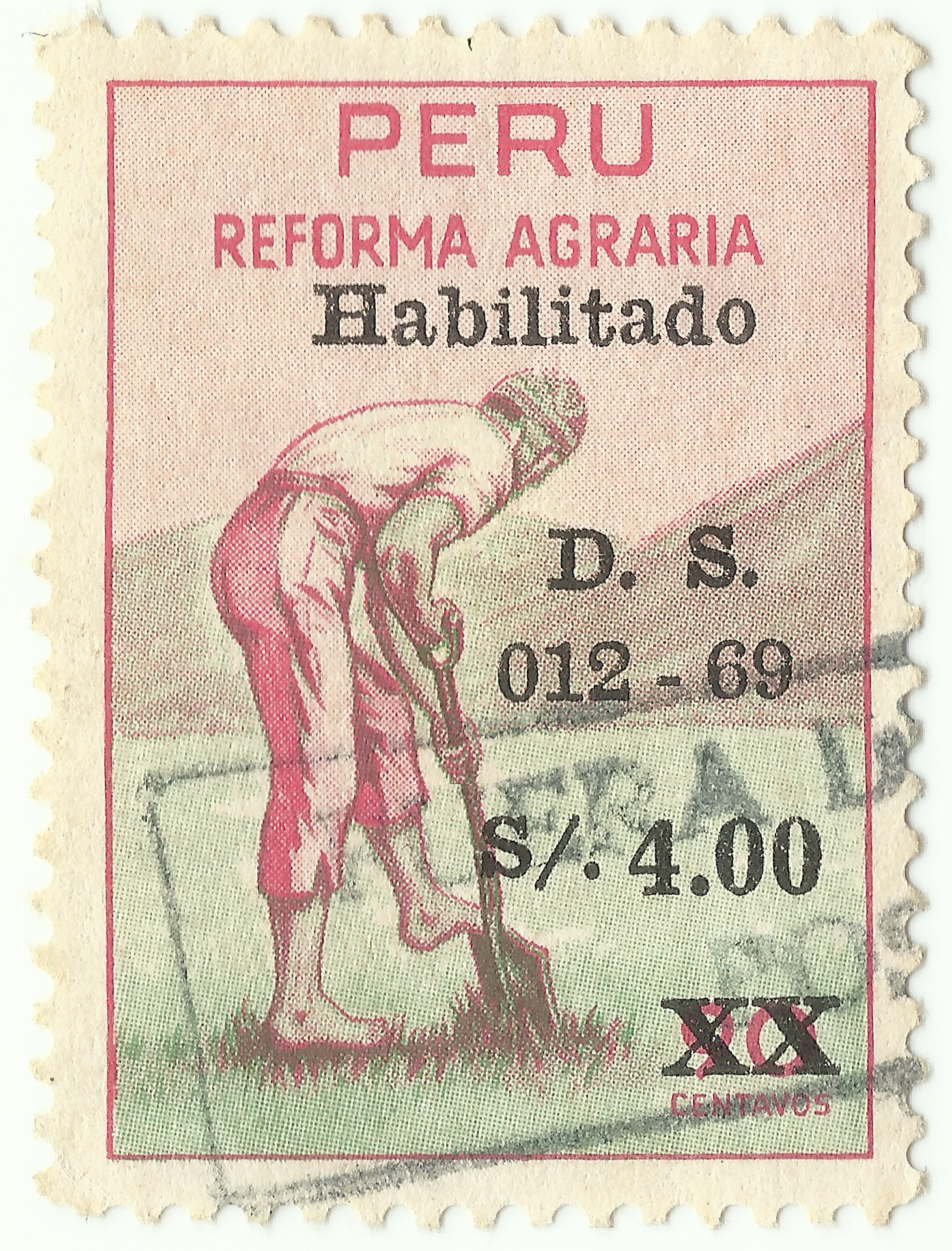
Sello postal peruano de 1969 conmemorando la reforma agraria peruana emprendida por el Gobierno Revolucionario de la Fuerza Armada dirigido por el general Juan Velasco Alvarado.

La reforma agraria fue aplicada en la costa y en la sierra. Aun cuando no alcanzó a ser aplicada en la selva, en los años del gobierno militar se dieron dos normas importantes desde el punto de vista del acceso a la tierra y de seguridad de la tenencia. En 1974 el gobierno militar promulgó la Ley de Comunidades Nativas y Promoción Agraria de las Regiones de la Selva Alta y Selva Baja, para regular el acceso a la tierra en la región amazónica. La mayor contribución de esta ley fue el reconocimiento del derecho de los asentamientos indígenas a la propiedad legal de sus tierras. Esta ley (DL 20653) declaraba la tierra comunal indígena como inalienable, imprescriptible e inembargable. Sin embargo, reconocía derechos sobre la tierra solo a las comunidades nativas, es decir, a los asentamientos locales y no a los pueblos indígenas en tanto pueblos originarios.
Pese a todos los problemas, la implementación de la reforma logró quebrar la dominación tradicional de los terratenientes sobre las comunidades, que era el mayor factor que jugaba en contra de estas. Es difícil evaluar el avance experimentado por los campesinos de manera cualitativa ya que la reforma abrió ámbitos de decisión que habían estado fuera del alcance de las comunidades; lo mismo ocurre con una comparación entre los salarios percibidos antes y después de la reforma. Sin embargo, se puede ver que hubo una ampliación de los servicios sociales de salud, educación y vivienda proporcionados por las empresas.
Una de las críticas más duras a la reforma es que fue ‘anti comunera’, porque formó empresas cooperativas con los antiguos trabajadores de hacienda en vez de devolver la tierra a las comunidades campesinas que habían sido desplazadas hacia tierras más pobres.

## Aspecto social

### Reforma educativa
La reforma educativa fue dirigida por el general Alfredo Carpio Becerra. La educación fue considerada como un factor decisivo para la consolidación de las reformas estructurales, para una verdadera transformación de la sociedad era necesaria una reforma educativa. En tanto la reforma educativa obedecía a las transformaciones sociales que quería llevar a cabo del régimen, las metas de la reforma educativa estuvieron ligadas a la política nacional de desarrollo y la orientación política estatal. Es así que se promulga la Ley General de Educación en 1972.
Desde el gobierno se hizo una crítica a los métodos tradicionales de enseñanza que reproducían las relaciones de poder al poner énfasis en la superioridad cultural de grupos dominantes. Como una transformación en la educación debía estar seguida por una transformación en la sociedad, uno de los pilares de la reforma fue la democratización de la educación, orientado al beneficio de la población indígena, al buscar mayor igualdad en el acceso a las oportunidades educativas.  
Esta reforma creó en el Perú la educación inicial y especial, así como también el bachillerato público y la enseñanza bilingüe para los quechua-hablantes, promoviendo la construcción de escuelas en varias zonas del país. Los planteamientos de la reforma educativa fueron premiados en su oportunidad por la Unesco. El debate sobre la situación de la educación en el país se expandió a la sociedad donde hubo una toma de conciencia sobre la ineficacia de las instituciones educacionales.
La visión de la educación que se tenía en el gobierno incluía no solo al trabajo realizado en los centros educativos, sino que se extendía a todo lo que influyera en la formación de individuos. Así, hubo un énfasis en la necesidad de incorporar a la comunidad al proceso educativo, lo que se vio reflejado en la creación organismos como los Núcleos Educativos Comunales, cuyo principal motor era incentivar la movilización y participación popular en la educación. La integración de la comunidad en los esfuerzos educativos iba más allá de la escuela, se veía la obra educativa como una responsabilidad colectiva.
Aunque la reforma puso por primera vez a la educación como parte importante del discurso político, no hubo una correspondencia entre la participación social planteada y la naturaleza de la reforma educativa en cuanto no lograron consolidarse canales de participación fuertes. Además, las medidas planteadas por la reforma tuvieron oposición tanto técnica como política. Sin embargo, el legado dejado por la nuclearización educativa y los programas de educación formal logró redefinir el papel de la educación en la sociedad.

### Intervención a los medios de comunicación
En contraste con las otras reformas llevadas a cabo por el Gobierno Revolucionario de las Fuerzas Armadas, la reforma de medios de comunicación no estuvo contemplada en los documentos iniciales de la revolución si bien desde inicios del régimen la prensa, la radio y la televisión sufrieron acciones transformadoras.
El plan del gobierno militar hacia los medios de comunicación fue el de expropiarlos y dárselos a otras instituciones a a través del proceso de socialización. En el caso de la prensa, la gestión de los periódicos fue a parar a sectores sociales organizados; la publicidad estuvo sujeta a normas de control sin precedente. En tanto a la radio y la televisión, la Ley de Telecomunicaciones de 1971 le dio potestad al Estado para participar en la producción y supervisión de contenido por lo que estos medios tuvieron que dar espacio a la presencia del Estado y la programación cultural y educativa que este promovía. A diferencia de otros gobiernos militares en la región, Velasco no buscó crear su propio órgano de expresión, sino que prefirió transformar el sistema y poner a los medios a trabajar a su servicio. Si bien la intervención Estatal en los medios tuvo gran alcance, en que la televisión era limitada para la clase alta por su adquisición, en la práctica el gobierno concentró su influencia en la prensa escrita, nacionalizando las telecomunicaciones y encargando su administración a empresas públicas.
En 1974, se confiscaron los medios de comunicación. Así, a la clausura de los diarios Expreso, Extra, la revista Caretas y las radioemisoras Radio Noticias y Radio Continente, se sumó la presión a los canales de televisión privados para que vendieran el 51 % de sus acciones al Estado (1971). Asimismo, en julio del mismo año se expropiaron los periódicos La Prensa, El Comercio, Última Hora y Ojo por medio del Decreto-Ley n.º 20681.

## Aspecto internacional

### Política exterior

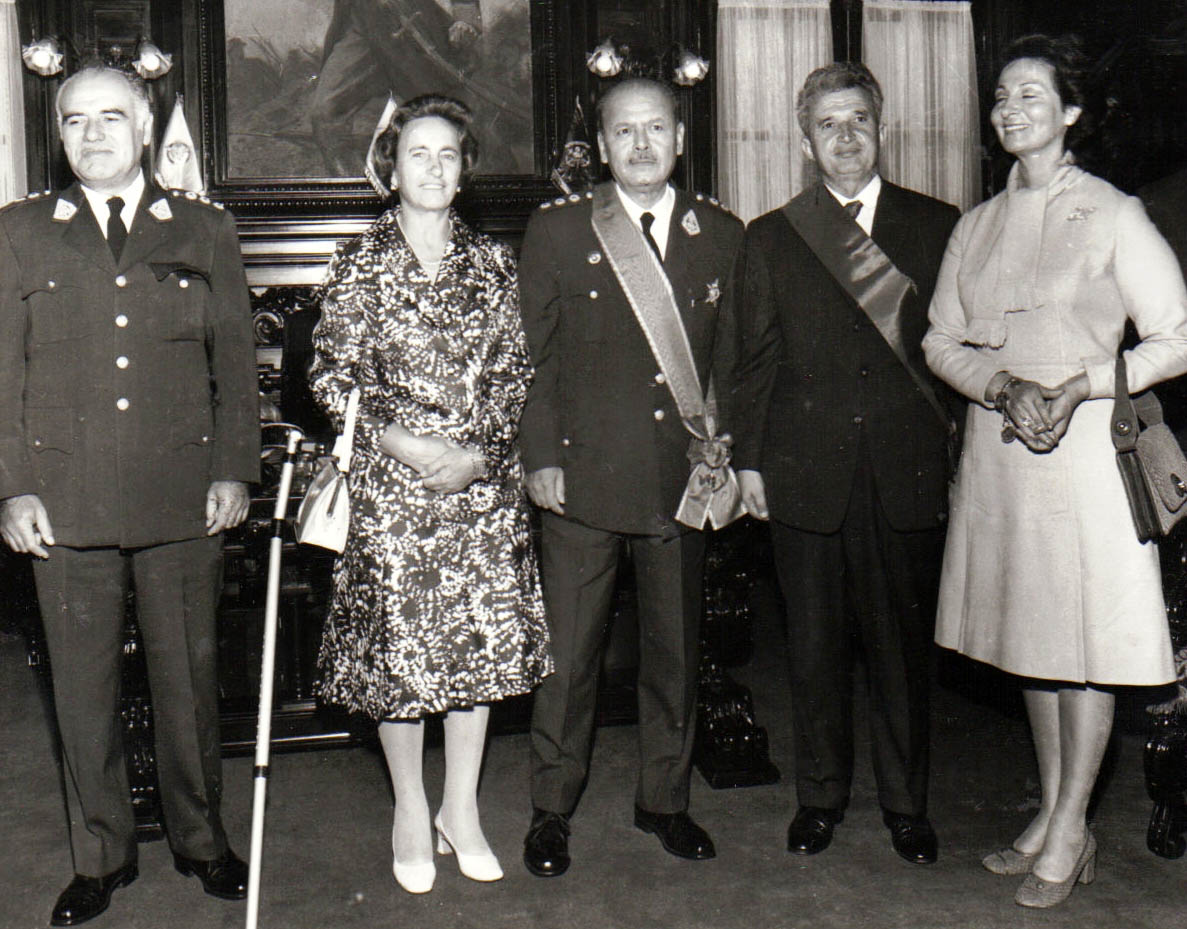
Juan Velasco Alvarado y Nicolae Ceaușescu, presidente de la desaparecida República Socialista de Rumania, ambos con su respectivas esposas y primeras damas Consuelo Gonzales Posada y Elena Ceaușescu.

Durante el gobierno de Velasco hubo una variación en la actitud tradicional del Perú en cuanto a acción internacional e iniciativas. El gobierno revolucionario logró revalorizar la imagen internacional del país, rompiendo el aislamiento tanto político como diplomático en el que se había encontrado el país y enfrentándose al que consideraban "imperialismo", aunque sin terminar de romper las relaciones de dependencia que había con Estados Unidos.
Las tensiones con los Estados Unidos no se limitaron a la controversia de la IPC, también hubo desacuerdos en torno a la tesis de las 200 millas. La nueva política exterior apuesta por el no alineamiento y el tercermundismo. Siguiendo la línea de autonomía que era promovida por el gobierno, se establecen relaciones con los países socialistas.
La política intervencionista del Estado, si bien extiende las capacidades de negociación del Estado, afectarán a la inversión extranjera. Según se iban obteniendo reacciones positivas en el exterior y la aprobación del pueblo favorecía al proyecto nacionalista, las medidas en política exterior comenzaron a radicalizarse. La posición antiimperialista del gobierno se complementó con una mayor acción regional.
La posición que asume Perú frente a los poderes imperialistas es respondida con progresivo un aislamiento político en la región. Desde la caída del régimen de Allende en 1973, evento que afectará los lazos bilaterales entre ambos países, Perú se ve asilado en medio de gobiernos totalitarios de derecha. El contexto latinoamericano de entonces sirve para alimentar los miedos a un conflicto bélico que se traducirán en el armamentismo del gobierno de Velasco, aún en medio de una situación económica desfavorable.

### La International Petroleum Company
A fines de los 50 se había reabierto el viejo conflicto que el Estado tenía con la International Petroleum Company, puesto que la empresa pretendía tener la propiedad sobre el suelo y subsuelo de los yacimientos petrolíferos que explotaba. Si bien hubo intentos de resolver el conflicto, ni el gobierno de Manuel Prado ni de Belaúnde fueron capaces de darle una salida real al problema. La promesa del gobierno de Belaúnde de dar solución al caso de la IPC dentro de los primeros 100 días de gobierno dio paso a que las empresas extranjeras pudieran establecer un sistema de chantaje que se mantuvo durante todo el gobierno. El poder de las empresas extranjeras, especialmente aquellas que controlaban la producción minera y petrolera, presionó al gobierno para que cediera a sus demandas, esto concluyó en el Acta de Talara.
En la coyuntura política de 1968, el Gobierno Revolucionario apuesta por una opción radical al no ceder ante los intereses de la IPC. Esta postura es un cuestionamiento al régimen anterior y sus políticas. La nacionalización de la IPC dentro de los 10 días que siguieron al golpe fue una medida que consolida al gobierno y le da legitimidad. La IPC, más allá de su significado económico, era un símbolo viviente del "imperialismo mercantil"; su nacionalización sentó un precedente para que se recuperaran los demás recursos naturales mediante la expropiación. La negativa inicial del gobierno a pagar una indemnización abre las puertas a una política externa más agresiva.
Ante la nacionalización de la IPC sin compensación, Estados Unidos llevó a cabo un bloqueo económico informal con una estrategia de “presión económica encubierta” en donde no se autorizan nuevos préstamos al Perú, ello dificulta las renegociaciones de la deuda pública y desincentiva al sector privado de invertir. La presión crediticia sobre el gobierno hizo que se llegara al acuerdo Greene en 1974, donde el Perú se comprometió a pagar una compensación por las expropiaciones de compañías extranjeras que siguieron a la IPC.

## Problemas en su gestión y fin del gobierno
Los problemas en el gobierno se dieron progresivamente, si bien se empezó a notar con el incremento de la represión y autoritarismo, expresado en decisiones como la toma de los medios o el control excesivo de la participación social, también tuvo que ver con las tensiones entre el gobierno, las fracciones oligárquicas y la burguesía industrial, así como con el poco apoyo por parte de su propio interior hacia el estilo de las reformas llevadas a cabo. Contreras y Cueto mencionan que la Marina, el sector más conservador de las Fuerzas Armadas, representado por el Almirante Vargas Caballero, hubiera preferido que el rol del gobierno fuera más moderado, ya que defendían dentro de la cúpula militar, el reformismo liberal, lo cual generó constante tensión puesto que tenían el apoyo de industriales, empresarios y ciertos diarios. De esta manera, según Pease, el hermetismo militar se rompe, ocasionando contradicciones y enfrentamientos entre ministros y consecuentemente una crisis institucional. 
Posteriormente, inició la crisis económica, la cual, según Pease, no fue originada por las reformas, sino por su “insuficiencia”, debido principalmente a la aplicación de una política económica poco coherente. Si bien sus reformas estaban dirigidas a las propiedades y a su poder intervencionista, siguió dependiente de la inversión privada y del crédito extranjero. De esta forma, su deuda externa fue creciendo a medida que utilizaba aquella financiación en proyectos de largo plazo. Por otra parte, gracias a una ampliación del mercado por la recuperación de los salarios, la demanda de alimentos y bienes de consumo creció, generando una escasez debido a la ineficaz respuesta del sector agrícola hacia la reforma. Esto tuvo como consecuencia el inicio de la dependencia de la importación de alimentos. De la misma manera, la industria también se había vuelto dependiente de los insumos y maquinaria importados, lo cual ocasionó presión en las divisas.
La pobreza de los campesinos fue otro efecto no solo de la crisis económica, sino de la reforma misma, generando para los últimos años de gobierno de Velasco invasiones de tierras para poder “acelerar” la reforma y obtener finalmente mejores condiciones de vida. 

### La huelga policial y sus consecuencias

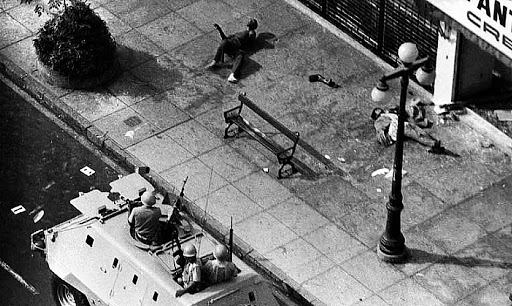
Heridos por el Ejército peruano durante el Limazo de 1975.

Por otro lado, casi al final de lo que fue el gobierno de Velasco, sucedió un hecho caótico que involucró a las Fuerzas policiales de Perú. El 5 de febrero de 1975, el mismo año en el que Velasco tuvo que dejar el cargo, la policía entró en huelga y se atrincheró en el local donde funcionaba la radio “Radio Patrulla”, dejando desprotegida a la ciudad. Esto generó violentos disturbios, destrozos, saqueos y motines de manifestantes que incluye desde estudiantes, hasta miembros de nuevos y antiguos partidos políticos. Ante esto, el ejército intervino represivamente, recuperando el orden con tanques y dejando heridos y muertos.

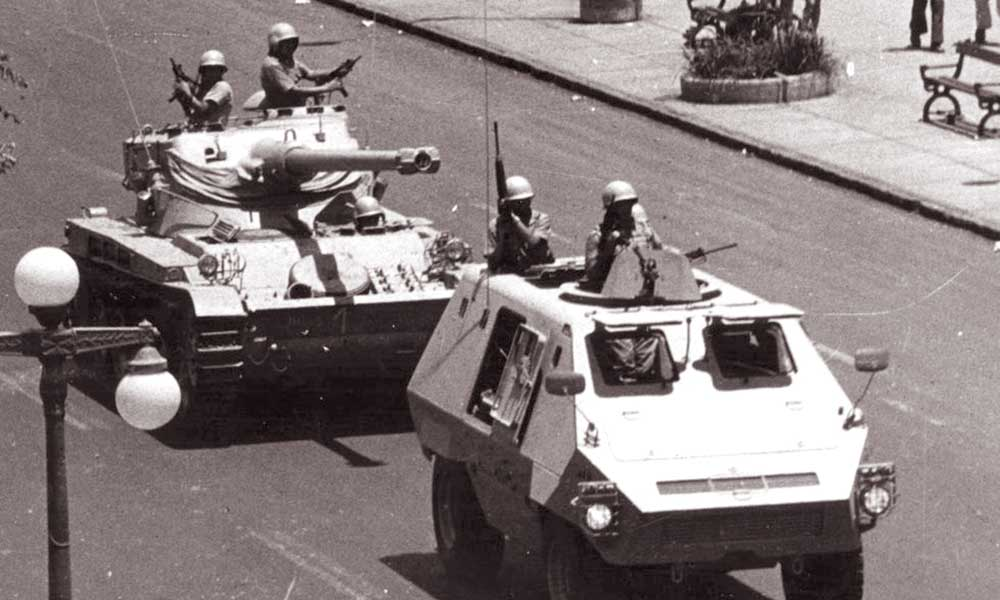
Tanques del Ejército peruano patrullando las calles de Lima.

La enfermedad de Velasco aceleró su derrota, luego de la amputación de su pierna, la dificultad para realizar los viajes que lo mantenían en contacto con los jefes del interior permitió que el general Francisco Morales Bermúdez, ministro de Economía de Velasco como de Belaúnde, y quien ya se encontraba planeando su reemplazo, los contactara y mantuviera de su lado al momento de tomar el poder en 1975.
Las correlaciones de poder van fluctuando en función a la oportunidad que cada actor tiene para aprovechar la coyuntura. Sin embargo, hay un claro alejamiento del presidente Velasco, a medida que observan que su poder es limitado y su base política es estrecha. El 29 de agosto el general Francisco Morales Bermúdez, ministro de Guerra y comandante general del Ejército que pertenecía al sector institucionalista junto con militares de la tendencia “progresista”, se pronuncia desde Tacna para dar el contragolpe y los comandantes de las 5 regiones militares lo secundan. El golpe es contra Velasco, pero también contra la tendencia representada por la “Misión” donde estaban los vínculos con la burguesía liberal industrial y agro exportadora. Si bien existía gran hermetismo al interior de la cúpula de gobierno por lo que fue difícil determinar los grupos y divisiones de poder, durante el golpe fue más complicado debido a que los que participaron estaban en los cuarteles. Se trataba más bien de una corriente silenciosa al interior de gobierno que con el golpe quería expresar el desgaste de la lucha interna y del ejercicio de poder de las Fuerzas Amadas. Existían muchas preocupaciones de parte de esta corriente individual que estaba influida por discusiones ideológicos dentro del gobierno como los problemas geopolíticos al Sur, el aislamiento del Perú, las relaciones del gobierno con tiranos del Continente, los problemas de abastecimiento, la presencia de oficiales activos en cargos civiles de la administración y la necesidad de una conducción del gobierno más institucional haciendo hincapié en el ejercicio del poder.

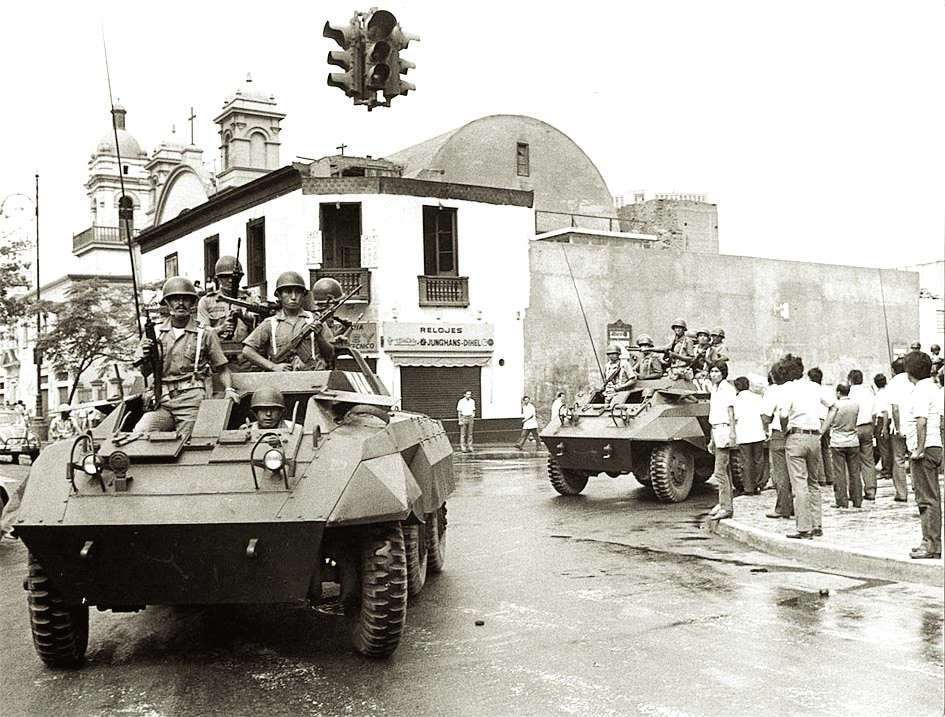
Unidades del ejército durante el Tacnazo.

## Autoridades

### Ministros
| Ministerio                           | Ministros | Periodo |
| ------------------------------------ | --- | --- |
| Presidencia del Consejo de Ministros | Ernesto Montagne Sánchez Edgardo Mercado Jarrín Francisco Morales Bermúdez Cerrutti | 3 de octubre de 1968 - 31 de enero de 1973 31 de enero de 1973 - 1 de febrero de 1975 1 de febrero de 1975 - 30 de agosto de 1975 |
| Relaciones Exteriores                | Edgardo Mercado Jarrín Miguel Ángel de la Flor | 3 de octubre de 1968 – 31 de diciembre de 1971 1 de enero de 1972 – 30 de agosto de 1975 |
| Agricultura                          | José Benavides Benavides Jorge Barandiarán Pagador Enrique Valdez Angulo Rafael Hoyos Rubio Enrique Gallegos Venero                                                                     | 3 de octubre de 1968 - 12 de septiembre de 1969 12 de septiembre de 1969 - 27 de septiembre de 1971 27 de septiembre de 1971 - 31 de diciembre de 1974 31 de diciembre de 1974 - 2 de enero de 1975 2 de enero de 1975 - 30 de agosto de 1975 |
| Trabajo                              | Rolando Giraldi Rodríguez Jorge Chamot Biggs Pedro Sala Orosco Dante Poggi Morán | 3 de octubre de 1968 - 4 de octubre de 1968 4 de octubre de 1968 - 28 de septiembre de 1970 28 de septiembre de 1970 - 28 de noviembre de 1974 28 de noviembre de 1974 - 30 de agosto de 1975                                                 |
| Hacienda y Comercio                  | Ángel Valdivia Morriberon | 3 de octubre de 1968 - 3 de marzo de 1969 |
| Economía y Finanzas                  | Francisco Morales Bermúdez Guillermo Marcó del Pont Santisteban Amílcar Vargas Gavilano                                                                                                 | 3 de marzo de 1969 - 2 de enero de 1974 2 de enero de 1974 - 18 de julio de 1974 18 de julio de 1974 - 30 de agosto de 1975 |
| Transportes y Comunicaciones         | Alberto Maldonado Yáñez Aníbal Meza Cuadra Cárdenas Raúl Meneses Arata | 3 de octubre de 1968 - 1 de abril de 1969 1 de abril de 1969 - 30 de diciembre de 1972 31 de diciembre de 1972 - 30 de agosto de 1975 |
| Vivienda y Construcción              | Luis Vargas Caballero Ramón Arróspide Mejía Augusto Gálvez Velarde Isaías Paredes Arana                                                                                                 | 1 de abril de 1969 - 4 de enero de 1972 4 de enero de 1972 - 31 de mayo de 1974 31 de mayo de 1974 -25 de junio de 1975 25 de junio de 1975 - 30 de agosto de 1975                                                                            |
| Salud                                | Eduardo Montero Rojas Rolando Caro Constantini Fernando Miró-Quesada Bahamonde | 10 de octubre de 1968 - 30 de diciembre de 1969 31 de diciembre de 1969 - 27 de abril de 1971 28 de abril de 1971 – 30 de agosto de 1975 |
| Justicia y Culto                     | Alfonso Navarro Romero Luis Vargas Caballero | 3 de octubre de 1968 - 10 de diciembre de 1968 10 de diciembre de 1968 - 28 de marzo de 1969 |
| Fomento y Obras Públicas             | Alberto Maldonado Yáñez Jorge Fernández Maldonado Solari | 1 de abril de 1969 |
| Energía y Minas                      | Jorge Fernández Maldonado Solari | 1 de abril de 1969 - 30 de agosto de 1975 |
| Educación                            | Alfredo Arrisueño Cornejo Alfredo Carpio Becerra Ramón Miranda Ampuero | 3 de octubre de 1968 - 27 de abril de 1971 27 de abril de 1971 - 1 de febrero de 1975 1 de febrero de 1975 - 30 de agosto de 1975 |
| Interior                             | Armando Artola Azcárate Pedro Richter Prada | 3 de octubre de 1968 - 18 de mayo de 1971 18 de mayo de 1971 - 30 de agosto de 1975 |
| Pesquería                            | Javier Tantalean Vanini | 3 de febrero de 1970 - 30 de agosto de 1975 |
| Industria, Comercio y Turismo        | Jorge Camino de la Torre Jorge Dellepiane Ocampo Alberto Jiménez de Lucio | 1 de abril de 1969 - 16 de octubre de 1969 16 de octubre de 1969 - 27 de abril de 1971 27 de abril de 1971 - enero de 1974 |
| Comercio                             | Luis Barandiarán Pagador Luis Arias Graziani | enero de 1974 - 16 de octubre de 1974 18 de octubre de 1974 - 30 de agosto de 1975 |
| Industria y Turismo                  | Alberto Jiménez de Lucio | enero de 1974 - 30 de agosto de 1975 |
| Aeronáutica                          | Alberto López Causillas Eduardo Montero Rosas Rolando Gilardi Rodríguez | 3 de octubre de 1968 - 24 de octubre de 1968 24 de octubre de 1968 - 4 de noviembre de 1968 4 de noviembre de 1968 - 30 de agosto de 1975 |
| Marina                               | Raúl Ríos Pardo de Zela Alonso Navarro Romero Enrique Carbonel Crespo Manuel Fernández Castro Fernando Elías Aparicio Luis Vargas Caballero Guillermo Faura Gaig Augusto Gálvez Velarde | 3 de octubre de 1968 - 1 de abril de 1969 1 de abril de 1969 - 1969 1969 - 1970 1970 - abril de 1971 6 de abril de 1971 - 1973 1973 - 1975 enero de 1975 - 25 de junio de 1975 25 de junio de 1975 - 30 de agosto de 1975                     |
| Guerra                               | Ernesto Montagne Sánchez Edgardo Mercado Jarrín Francisco Morales Bermúdez Cerrutti | 3 de octubre de 1968 - 31 de enero de 1973 31 de enero de 1973 - 1 de febrero de 1975 1 de febrero de 1975 - 30 de agosto de 1975 |

Juan Velasco Alvarado, un general del ejército peruano, gobernó Perú de 1968 a 1975. Su gobierno es conocido por su política de "Revolución de la Fuerza Armada", que buscaba transformar la estructura social y económica del país.
En el aspecto político, Velasco Alvarado implementó un programa de reformas radicales que incluyó la expropiación de tierras agrícolas y su redistribución a los campesinos, la nacionalización de industrias clave y la promoción de una mayor participación de los trabajadores en la gestión de las empresas.
Además, su gobierno se caracterizó por un estilo autoritario, con la supresión de los partidos políticos y la limitación de las libertades civiles. Sin embargo, también implementó políticas de indigenismo, buscando valorizar y promover la cultura y las lenguas indígenas.
A pesar de la controversia y resistencia que sus políticas generaron en algunos sectores, Velasco Alvarado es recordado por su intento de reducir la desigualdad económica y social en Perú.

## Empresas públicas creadas durante el gobierno de Velasco

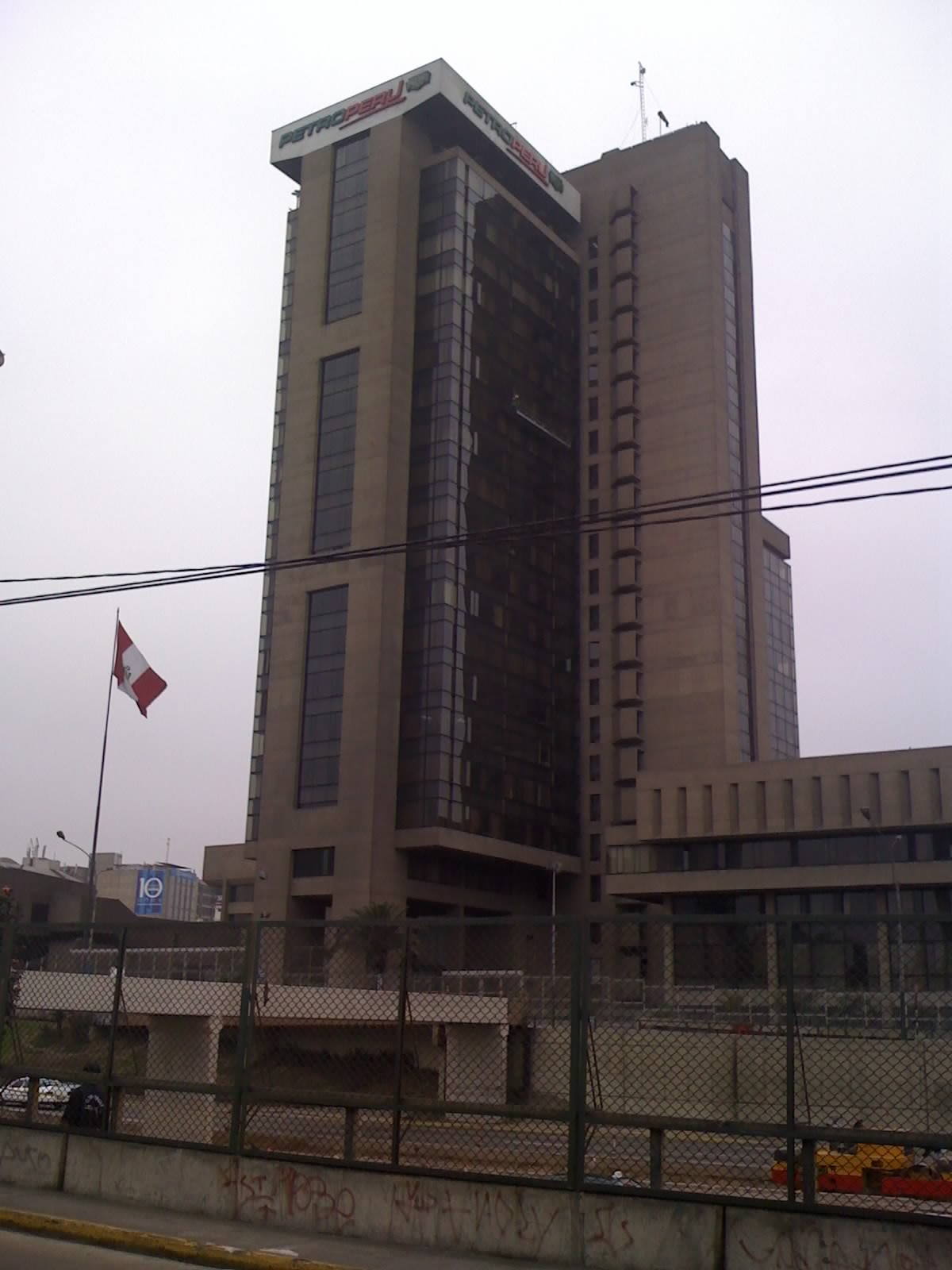
Edificio Petroperú, construido en estilo brutalista durante el gobierno de Velasco.

- Petro Perú - Empresa Petróleos del Perú (Empresa Petrolera)
- Minero Perú - Empresa Nacional de Minería del Perú (Empresa Minera)
- Electro Perú - Empresa Electricidad del Perú (Empresa Eléctrica)
- ENTELPERÚ - Empresa Nacional de Telecomunicaciones (Telecomunicaciones)
- Pesca Perú (extracción de anchoveta)
- EPCHAP (comercialización de harina de pescado y de algodón)
- Eppa Perú (artesanías)
- Indu Perú (industrias básicas)
- Sider Perú (siderurgia)
- EPSA (comercialización de productos agrícolas)
- Centromin Perú (antigua Cerro de Pasco Mining Corporation)
- Empresa Nacional de Puertos (empresa portuaria)
- ENAFER - Empresa Nacional de Ferrocarriles del Perú (empresa ferroviaria)